# La Nueva Unión, El Mante
La Nueva Unión är en ort i Mexiko.   Den ligger i kommunen El Mante och delstaten Tamaulipas, i den centrala delen av landet, 300 km norr om huvudstaden Mexico City. La Nueva Unión ligger 97 meter över havet och antalet invånare är 203.
Terrängen runt La Nueva Unión är varierad. Runt La Nueva Unión är det ganska tätbefolkat, med 65 invånare per kvadratkilometer. Närmaste större samhälle är Antiguo Morelos, 15,5 km väster om La Nueva Unión. Trakten runt La Nueva Unión består till största delen av jordbruksmark.